# Maddalena penitente (Andrea Vaccaro)
La Maddalena penitente è un dipinto a olio su tela di Andrea Vaccaro, un artista italiano del diciassettesimo secolo. È conservato presso la Galleria Regionale del Palazzo Abatellis di Palermo. Proviene da Napoli in qualità di dono del re Ferdinando II delle Due Sicilie.

## Descrizione
L'opera appartiene a un tema iconografico molto diffuso nella pittura religiosa, nel quale Maria Maddalena si pente delle proprie azioni passate e decide di seguire gli insegnamenti di Gesù, divenendone una discepola. Non si trattò dell'unica volta nel quale questo tema venne affrontato dal Vaccaro. La donna viene raffigurata molto spesso davanti a un libro aperto o a un teschio, e in questo quadro appaiono entrambi, in basso a sinistra. La donna porta le mani al petto e alza la testa, volgendo il suo sguardo verso l'alto. Lo sfondo nero dal quale emerge la figura mette in risalto la penitenza in solitudine della Maddalena.
Esistono inoltre molte copie dell'opera: una nell'Ermitage di San Pietroburgo, una al museo nazionale di Capodimonte a Napoli, una nel museo nazionale delle belle arti di Rio de Janeiro e una a Trapani.

## Galleria d'immagini

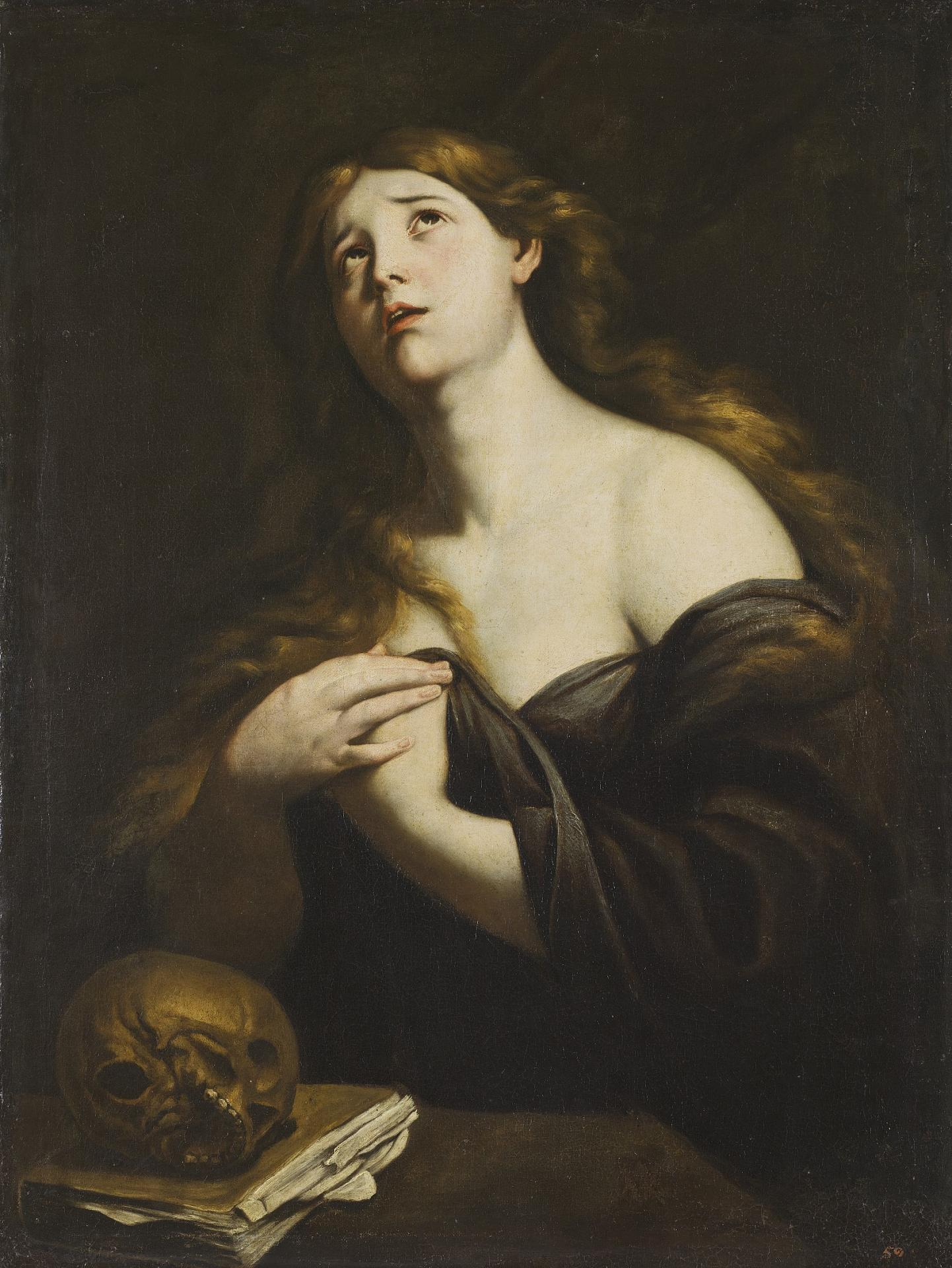
La versione dell'Ermitage
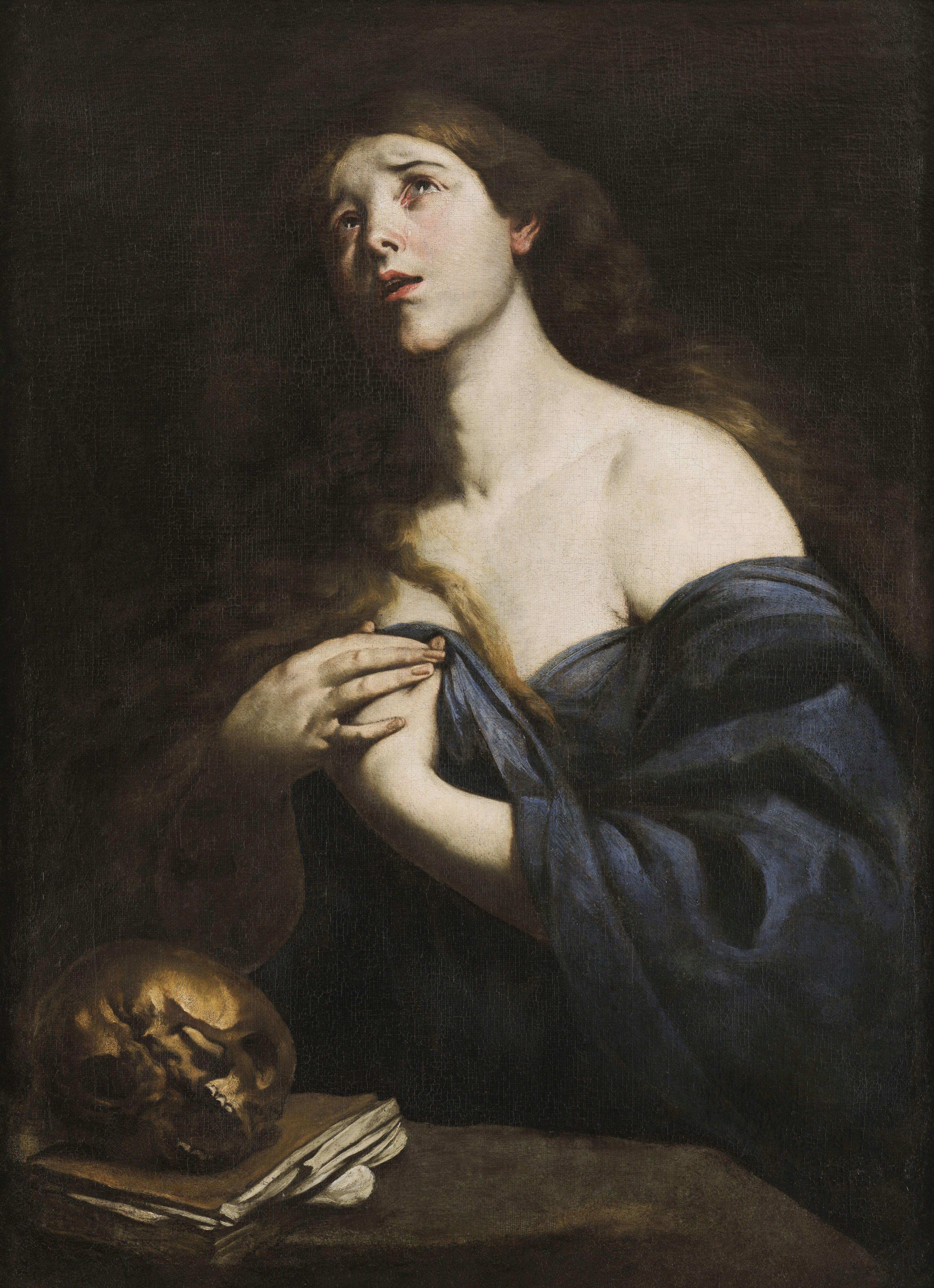
La versione brasiliana